# Скрипецький Самсон
о. Самсон Скрипецький ЧСВВ (іноді Соломон Скрипецький, у світі — Степан Скрипецький, 15 січня 1723, Хирів — після 1786) — василіянський чернець і священик, церковний маляр.

## Життєпис
Народився в місті Хирів на Львівщині, син Гавриїла і Євдокії.
Прийняв послух в Добромильському монастирі 30 вересня 1750 р. Після постригу 10 листопада 1751 р. залишений на 4 роки виконувати малярські роботи в Добромилі, звідки перейшов до Чернилівського Ліску, де написав ікону Матері Божої, яка пізніше прославилася як чудотворна. 1752 р. висвячений перемишльським владикою Онуфрієм Шумлянським на диякона, а 9 липня 1755 р. у Львівському монастирі св. Онуфрія єпископ львівський Лев Шептицький рукоположив його на священика. Працював у монастирях св. Йоана Богослова у Львові, у Різдва Христового (Жовква), Уневі (тут намалював 1767 року ікони для новозбудованої мурованої церкви Віцинського монастиря). 1773 р. перейшов до Білини, а звідти до Задарівського монастиря, Щеплот, Краснопущі, Підгорянському монастирі поблизу Теребовлі. 1784 р. був ігуменом василіянського монастиря у Чорткові, потім був у Струсові і Язениці.